# Jungiella rozkosnyi
Jungiella rozkosnyi är en tvåvingeart som beskrevs av Vaillant 1972. Jungiella rozkosnyi ingår i släktet Jungiella och familjen fjärilsmyggor. Inga underarter finns listade i Catalogue of Life.